# Kößlarner Bach
Der Kößlarner Bach ist ein fast 40 km langer Bach weit überwiegend im Landkreis Passau in Niederbayern, der südlich von Neuhaus am Inn von links in den Inn mündet.

## Geographie

### Verlauf
Der Kößlarner Bach entspringt wenig westlich des Grafenwalds eben noch im Nordzipfel des Gemeindegebietes von Stubenberg im Landkreis Rottal-Inn bei der Einöde Straßen auf etwa 520 m ü. NHN. Er fließt in insgesamt etwa ostnordöstlicher Richtung, anfangs östlich, und tritt dabei nach weniger als einem Kilometer in den benachbarten Landkreis Passau und in den Markt Kößlarn über. Dort durchfließt er zunächst den Grafenwald und anschließend den Hauptort der Marktgemeinde. Nach dem Wechsel über die Kommunalgrenze nach Markt Rotthalmünster wendet er sich auf ostsüdöstlichen Lauf, durchfließt wieder den Hauptort und bleibt auf dem anschließenden Gebiet der Gemeinde Kirchham auf diesem Kurs bis ins Gemeindegebiet von Bad Füssing hinein, ab wo er am Südrand des Pfarrdorfes vorbei nun ostwärts bis zum Pfarrdorf Würding nahe am Inn läuft. Dort nimmt er von rechts ein schon länger neben dem Inn laufendes Gerinne auf und fließt anschließend in nicht sehr großer Entfernung vom Fluss, teils in den begleitenden Auenwäldern, in nordöstlicher bis nördlicher Richtung. Dabei wechselt er ins Stadtgebiet von Pocking über und daraus ins Gemeindegebiet von Neuhaus am Inn. Dort mündet er dann auf etwa 303 m ü. NHN nach zuletzt langem etwa flussparallelem Lauf unterhalb der Staustufe Schärding von links in den Inn, etwa 2,5 km südöstlich des namengebenden Pfarrdorfs der Gemeinde.
Der Kößlarer Bach erreicht seine Mündung nach 39,2 km langem Lauf mit mittlerem Sohlgefälle von etwa 5,5 ‰ rund 217 Höhenmeter unterhalb seines Ursprungs.

### Einzugsgebiet
Der Kößlarner Bach entwässert ein etwa 125 km² großes Gebiet zwischen dem aufnehmenden Inn im Süden und Osten sowie dessen nächstem größeren linken Zufluss Rott im Norden, der wenig abwärts bei Neuhaus am Inn mündet; beide Nachbarflüsse konkurrieren auf langen Abschnitten der entsprechenden Wasserscheiden mit teils bis über 10 km langen Nebenbächen. Der westliche Teil des Einzugsgebietes liegt im Isar-Inn-Hügelland, dort erreicht es an der westlichen Wasserscheide seine mit etwa 525–530 m ü. NHN größten Höhen, während das südöstliche und östliche zum benachbarten Naturraum des tieferen, sehr flachen Unteren Inntales gehört.

### Zuflüsse
Liste der Zuflüsse von der Quelle zur Mündung. Auswahl.
Mit Gewässerlänge, Einzugsgebiet und Höhe. Andere Quellen für die Angaben sind vermerkt.
- Lechnergraben, von links und Nordwesten auf ca. 473 m ü. NHN noch im Grafenwald, 1,6 km und 0,7 km²
- Stelzergraben, von links und Nordwesten auf etwa 452 m ü. NHN bei Kößlarn-Ebertsfelden, 1,4 km und 0,9 km²
- Pimmerlinger Bach, von links und Nordwesten auf etwa 414 m ü. NHN in Kößlarn, 3,1 km und 3,4 km²
- Westerbach, von rechts und Westsüdwesten auf etwa 367 m ü. NHN vor Rotthalmünster, 7,1 km und 10,2 km²
- Erlbach, von rechts auf etwa 314 m ü. NHN bei Bad Füssing-Würding, 8,5 km und 30,6 km². Geht zuvor auf etwa 333 m ü. NHN am Südrand von Kirchham nach rechts ab
- Zeller Graben, von links und Südwesten auf etwa 305 m ü. NHN wenig vor der Mündung, 11,8 km und 32,3 km²